# Mulec
Mulec je anatomické označení pro partii kolem nozder u přežvýkavců. Morfologicky navazuje na horní pysk, překrývá oblast horní čelistní kosti a nosní kosti. Povrch mulce je neochlupený, barevně je shodný s odstínem kůže zvířete a je vždy vlhký díky četným žlázám. Hovězí mulce se prodávají jako krmivo pro psy.